# Співробітництво України і ЄС у сфері охорони довкілля
Співробітництво України і Європейського Союзу у сфері охорони навколишнього природного середовища є важливим чинником у двосторонніх відносинах України і ЄС і здійснюється за кількома актуальними для обох сторін напрямками:

## Створення Регіонального екологічного центру України
У 2008 році між Мінприроди України та Єврокомісією розпочаті переговори щодо створення Регіонального екологічного центру в Україні (РЕЦ-Україна). 
Метою створення РЕЦ-Україна є:
- надання допомоги у розв'язання екологічних проблем в Україні та сусідніх державах, забезпечуючи екологічні права людини та створюючи умови для існування безпечного довкілля;
- розвиток вільного обміну інформацією щодо навколишнього природного середовища та розповсюдження такої інформації між усіма зацікавленими сторонами;
- сприяння участі громадськості в процесі прийняття рішень щодо захисту навколишнього природного середовища, а отже і розвиток громадянського суспільства в Україні та інших країнах.

Правовою базою для заснування такого центру має стати міжнародний договір, підписаний між Україною та ЄС, а також Статут Регіонального екологічного центру.

## Отримання бюджетної підтримки в сектор охорони довкілля
ЄК було прийнято рішення про розширення співробітництва з Україною, яке виходить за рамки технічної допомоги, а саме здійснення співробітництва через програму бюджетної підтримки екологічного сектору (орієнтовно у розмірі 45 млн євро та 5 млн євро як міжнародної технічної допомоги).
Необхідною умовою для забезпечення можливості вживати заходів з метою реалізації бюджетної підтримки є схвалення та реалізація Україною 
- Національної стратегії з питань навколишнього природного середовища на період до 2020 року
- Національного плану дій з питань навколишнього природного середовища на 2009-2012 роки.

ЄС відстоює позиції щодо зміцнення міжнародного співробітництва, зокрема в контексті стратегії послідовного просування своєї нової екологічно-енергетичної політики в частині її зовнішнього виміру, спрямованої на залучення до її реалізації третіх країн. 

## Співробітництво з Європейською агенцією довкілля
Єврокомісія підтверджує розширення співробітництва у сфері охорони навколишнього природного середовища, про що було проголошено ЄС у лютому 2005, пропонуючи Україні нові засади участі, зокрема в Європейській агенції довкілля.
Українська сторона наразі проводить аналіз напрямків діяльності Агентства, які відповідають пріоритетам України.
Налагодження співробітництва з ЄАД є одним з інструментів, що сприятиме подальшій інтеграції України до ЄС у сфері охорони довкілля. Доступ України до Європейської мережі інформації та спостереження за довкіллям надасть змогу своєчасно реагувати на оцінку екологічної ситуації як в Україні, так і в країнах-партнерах ЄАД.

## Зміна клімату
Враховуючи послідовне виконання Україною положень Кіотського протоколу, ЄС вбачає Україну партнером та активним учасником політики просування міжнародних домовленостей щодо боротьби зі змінами клімату у період після 2012 р. 
Планами подальшого співробітництва з ЄС Україна передбачає активно пропонувати проєкти спільного впровадження у сферах: 
- використання шахтного метану,
- використання біомаси,
- когенерації електроенергії,
- використання рідких відходів,
- впровадження альтернативних джерел енергії,
- модернізації міських систем опалювання та технологічних процесів в енергетичному секторі.